# Кревска уния
Полско-литовският съюз от Крево или Актът от Крево е набор от предбрачни обещания, дадени в Кревски замък на 14 август 1385 от Ѝогайла, Велик херцог на Литва, в замяна на брака му с непълнолетната полска кралица Ядвига Анжуйска. Актът е много ограничен по обхват и в историографията терминът „Съюз от Крево“ често се отнася не само за конкретния документ, но за събитията от 1385 – 1386 като цяло. След преговорите в 1385, Йогайла приема християнството, жени се за Ядвига и е коронован за Крал на Полша през 1386. Това е решаващ момент в история на Полша и Литва и-бележи началото на четири века от обща история между двете нации. През 1569 г. Полско-литовската уния прераства в обединено изборно кралство, наречено Жечпосполита, оцеляло до Третата подялба на Полша през 1795.

## Исторически фон

### Положението в Полша
Кралят на Унгария и Полша Лайош I Велики умира на 13 септември 1382. Тъй като той е има само две оцелели дъщери, Мария Унгарска (родена около 1371) и Ядвига Анжуйска (родена около 1373), то Полша е изправена пред наследствена криза. Кандидатите за трона включват годеника на Мария Сигизмунд Люксембургски, Шемовит IV, херцог на Mазовия и Владислав Ополчик. Мария и годеникът ѝ са отхвърлени от полските благородници, които не желаят лична уния с Кралство Унгария, Полските благородници се надпреварват помежду си и дори избухва кратка гражданска война във Великополша. В крайна сметка, след дълги преговори с майката на Ядвига Елизабета Котроманич, регент на Унгария, принцесата пристига в Краков и е коронясана като Крал на Полша – не като кралица, за да се подчертаят правата ѝ над трона) на 15 октомври 1384. Новият монарх все още се нуждае от подходящ съпруг. Тя е сгодена за Вилхелм (Австрия), който през лятото на 1385 пътува до Полша в опит да консумира брака. Въпреки че достига Вавел, Вилхелм е принудително отстранен от полските благородници. Не е ясно дали той успява да консумира брака си, но австрийските източници продължават да обвиняват Ядвига в двуженство, Тогава малополските първенци Спитек от Мелщин, Ян от Тарнов и Ян Течински, предлагат 13-годишната Ядвига да се омъжи за 37-годишния Йогайла, Велик херцог на Литва.

### Положението в Литва
Великия херцог Алгирдас умира през 1377 и оставя трона на сина си Йогайла. Той наследява обширни земи, обитавани от литовци-нехристияни и православни рутени. В течение на изтеклия век, литовците почти непрестанно са се защитавали от тевтонските рицари и техния кръстоносен поход с основна военна цел покръстването на Литва в католицизма. Йогайла разбира, че покръстването е неизбежно и търси най-добрите възможности. В договорът от Дубиша от 1382 с рицаритецса включени разпоредби за приемане на християнството от Йогайла и литовците в срок от четири години, но договорът не е окончателно ратифициран. Приемане на християнството от дългогодишен враг е опасно, непопулярно и може да тласне Литва към зависимост от рицарите. В 1384 Йогайла проучви друг вариант, представен от Великото херцогство Москва с посредничеството на неговата православна майка Уляна Тверска: приемане на православието и брак със София, дъщеря на Дмитрий Донски. Въпреки това, в очите на католиците, Православието не е по-добро от езичеството. Ето защо такова преобразуване не би го предпазило от тевтонските атаки. Третият вариант, представен от полските благородници, избягва големите клопки на тевтонските и московските предложенията.

## Съюз

### Преговори
Отношенията между Полша и Литва не са особено приятелски. Но двете държави вече са били съюзници когато Алдона Литовска е кралица на Полша между 1325 и 1339. Полша и Литва са и воювали помежду си в Галичко-Волинските войни, но в момента виждат възможност да си възвърнат земите, загубени от Унгария и тевтонските рицари, които почват да виждат като общи врагове. Не е известно кой и кога предлага на Йогайла да стане младоженец на Ядвига, но преговорите може да са започнали още през 1383. Но и когато тези планове стават известни Шемовит IV, херцог на Мазовия напада литовските земи за да изяви собствените си претенции за полския престол. А когато литовски пратеници участват в коронацията Ядвига през есента на 1384, кандидатурата на Йогайла вече е широко известна.
В средата на 1385 Йогайла изпраща официална делегация в Полша. В него са включени брат му Скригайла, херцог Борис и търговецът Ханул от Рига. Последният е помогнал на Йогайла да си възвърне Вилнюс по време на Литовската Гражданската война (1381 – 1384) и представлява интересите на търговците, които са видели големия търговски потенциал между Полша и Литва. Представителите се явяват първо пред полските благородници в Краков и след това пред кралица Елизабет, майката на Ядвига в Буда. Полска делегация, състояща се от двама пратеници на Елизабет и трима полски благородници – е изпратена в Литва. След завръщането на делегацията на Литва, Йогайла потвърждава писмено всички обещания, направени от негово име в Полша. Това потвърждение в известно днес като Акт от Крево.

## Последици

### Брак и покръстване на Литва
На 11 януари 1386 полска делегация се среща с Йогайла във Волковиск и му излага пакт, заявявайки, че полската аристокрация се съгласява да го избира като новия си суверен. Изборът бе сключен на 1 февруари в Люблин, На 12 февруари Йогайла и роднините му пристигат в Краков и се кръщават от Бодзант, Епископ на Гнезно. Три дни по-късно в Вавелската катедрала, Йогайла приема ново име – кръщелното Владислав, избрано в чест на прадядото на Ядвига Владислав I Локетек. Предпоследният Пяст Йогайла-Владислав се жени за Ядвига на 18 февруари и е коронован jure uxoris като крал на Полша на 4 март. Поради отрицателна пропаганда от страна на Вилхелм Австрийски и тевтонските рицари, бракът не е потвърден от Папа Урбан VI (1378 – 1389); едва Бонифаций IX (1389 – 1404) го обяви за законосъобразен.
Веднага след сключването на брака и коронацията, Ядвига и Витаутас отпътуват към Галисия, където побеждават унгарските сили и обезпечават район от 97000 km2 в западна Подолия. Андрей Полоцки, най-старият брат от литовските князе, използва отсъствието на Владислав II да поднови борбата си за трона на Литва. Андрей напада югоизточно от Полоцк, а също така и Ливонските мечоносци нападат Литва. Святослав Смоленски нахлува в Мстиславъл.
В края на 1386 Владислав II се връща във Вилнюс за да довърши друго си обещание – да конвертира Великото херцогство в католицизма. Той довежда няколко свещеници, създали първите седем енории и, според Ян Длугош, кралят дори лично превежда Господната молитва и Апостолическото Верую на литовски език Новопокръстените са кръщавани масово, след кратко обучение, и са наградени с вълнени ризи; бързането по-късно бе критикувано в Констанцкия събор, На 17 февруари 1387 Владислав II постановява, че ще изгради Катедрала във Вилнюс и в петиция до папата моли да се създаде Епархия Вилнюс, която той обезпечава и оземлява с владения над Таурагнай, Лабанорас и Молетай, Две други привилегии, присъдени на 20 февруари и 4 март 1387, засягат литовските благородници, които ще приемат християнството – техните наследствени права и титли се признават от Магдебург до Вилнюс. Това не служи само като стимул за покръстване, но и за изравняване на правата на аристокрацията в Полша и Литва.

### Полско-литовски съюз
Владислав оставя брат си Скригайла като регент в Литва. Оказва се, че той е непопулярен сред литовските първенци и недоволство се заражда от страх от полско влияние в държавата. Витаутас се възползва от възможността да поднови борбата си за власт и нова Литовска Гражданската война (1389 – 1392) избухва. Това е решено със споразумението от Острув – Витаутас става Велик херцог на Литва, докато Владислав запазва правото на владетел. Витаутас провежда независимо своите вътрешни и външни работи, но сътрудничи на Владислав II. Най-известния пример на полско-литовското сътрудничество е от решаващата победа в Битка при Таненберг (1410) срещу тевтонските рицари, Полско-литовските отношения и независимостта на Витаутас бяха формализирани от Съюза от Вилнюс и Радом (1401) и Договора от Хородло (1413). Така Великото херцогство Литва запазва своя суверенитет. Едва Съюзът от Люблин (1569) създава постоянен съюз между Кралство Полша и Великото литовско княжество, след което федералното кралство Жечпосполита е основано. А накрая, Конституция от 3 май 1791 заявява, че двете страни са една, макар и този документ да е денонсиран на 20 октомври с изменения за взаимно гарантиране на двете нации. Скоро те са разделени, но по-голямата част на 19 век прекарват под властта на Русия, въпреки административното разделяне. От началото на 20 век, както постановява тяхната независимост Полша и Литва не са били заедно в някакъв формален смисъл.

## Историография
До откриването на оригиналния латински документ през 1835 г. в регистър на архивите на Краковската катедрала, Съюзът от Kрево е неизвестен. Обикновено важни държавни документи се съхраняват в Коронния архив. Унията не е упомената в някакви съвременни документи, нито е цитирана от средновековни историци, хроники или други писмени източници. Никъде другаде не се споменава срещата през август 1385 в Крево. Това кара литовско-американския адвокат Джонас Дайнаускас да постави под съмнение автентичността на акта през 1975. Въпреки това, твърденията му спечелват твърде малко научна подкрепа.

### Applicare
Думата да закрепи, описваща бъдещите отношения между Полша и Литва, причиняра най-много противоречия и академичен дебат. В Латинската терминология това не е легална дефиниция и вероятно е бил умишлено е избран за своята неяснота. Терминът е обект на широки тълкувания, които биха могли да бъдат разделени в три основни категории:
- Литва престава да съществува като суверенна държава и става провинция на Полша. Тази интерпретация е подкрепена и от полските историци Феликс Конечни (1862 – 1949), Анатол Левицки (1841 – 1899), Хенрик Ловмянски (1898 – 1984), и Луи Коланковски (1882 – 1956). Това мнение бе тълкувано и от Оскар Халецки (1891 – 1973), който твърди, че Литва е включена в Полша от 1386 до 1401, а след това прераства във феодално владение на Полша към 1440.
- Литва става феодално владение на Полша. Тази гледна точка е въведена от Ян Адамус (1896 – 1962) през 1932 г. и се поддържа от Хенрик Пашкевич (1897 – 1979) и до известна степен, от Оскар Халецки. Основните им аргументи са, че в действителност такава голяма държава не може изведнъж да стане провинция и че Великото херцогство запазва повечето от елементите на суверенитета си.
- Литва и Полша са обединени от лична уния, Тази гледна точка е въведена от литовските историци Адолф Шапока (1906 – 1961) и Зено Ивискис (1908 – 1971). Те твърдят, че Полша и Литва са обединени само от монарха.